# Brasão de armas das Ilhas Virgens Britânicas

Brasão de armas das Ilhas Virgens Britânicas

O brasão de armas das Ilhas Virgens Britânicas foi inicialmente concedido em 1960.
As armas são compostas por um escudo, com uma mulher vestida de branco segurando uma luz dourada, com 11 outras luzes douradas em torno dela em um campo verde. É uma representação de Santa Úrsula, uma santa cristã, que é dito que ela  teve uma peregrinação por toda a Europa com 11.000 virgens.
Dizem que, quando Cristóvão Colombo avistou as ilhas em 1493, disse ter-se lembrado da história de Santa Úrsula. O brasão de armas foi escolhido como uma representação dessa história.